# Chanto Suenai Kyūketsuki-chan
Chanto Suenai Kyūketsuki-chan (ちゃんと吸えない吸血鬼ちゃん?) es una serie de manga japonesa escrito e ilustrado por Kyōsuke Nishiki. Se publica en la revista Monthly Dragon Age de Fujimi Shobō desde mayo de 2021 y se ha recopilado en siete volúmenes a partir de octubre de 2024. Una adaptación televisiva de anime producida por Feel se estrenará en octubre de 2025.

## Sinopsis
La serie sigue a Luna Ishikawa, una estudiante popular que tiene reputación entre sus compañeros de clase de ser fría y misteriosa. A pesar de ser un vampiro, tiene dificultades para chupar sangre, para su disgusto. Cuando su compañero de clase Tatsuta Ōtori descubre su secreto, le ofrece dejarla chupar su sangre a cambio de que él la enseñe a chupar mejor la sangre.

## Personajes
Luna Ishikawa (石川 月菜 Ishikawa Runa?)
 Seiyū: Amane Shindō (vomic), Minami Tanaka (anime)
Tatsuta Ōtori (大鳥 辰太 Ōtori Tatsuta?)
 Seiyū: Shun Horie (vomic), Kensho Ono (anime)
Eiko Sakuma (佐久間瑛子 Sakuma Eiko?)
 Seiyū: M.A.O
Misa Kusunoki (楠木美紗 Kusunoki Misa?)
 Seiyū: Ikumi Hasegawa
Daichi Chiba (千葉 大地 Chiba Daichi?)
 Seiyū: Katsumi Fukuhara
Satoru Deguchi (出口 悟 Deguchi Satoru?)
 Seiyū: Yūya Hirose
Maimi Suzuki (鈴木 舞美 Suzuki Maimi?)
 Seiyū: Shion Wakayama
Yui Hashimoto (橋本 結衣 Hashimoto Yui?)
 Seiyū: Konomi Inagaki
Yukari Henmi (辺見 紫 Henmi Yukari?)
 Seiyū: Ayasa Itō

## Contenido de la obra

### Manga
Chanto Suenai Kyūketsuki-chan está escrito e ilustrado por Kyōsuke Nishiki y comenzó a serializarse en la revista Monthly Dragon Age de Fujimi Shobō el 8 de mayo de 2021. Sus capítulos se han compilado en siete volúmenes tankōbon a partir de octubre de 2024. Una serie de cómics de voz (vomic) protagonizados por Amane Shindō y Shun Horie como Luna Ishikawa y Tatsuta Ōtori se publicó en el canal oficial de YouTube de Kadokawa en 2021.
| Volúmenes de manga publicados | Volúmenes de manga publicados | Volúmenes de manga publicados |
| Número                        | Fecha de lanzamiento          | ISBN                          |
| ----------------------------- | ----------------------------- | ----------------------------- |
| 1                             | 8 de octubre de 2021          | ISBN 978-4-04-074314-1        |
| 2                             | 9 de marzo de 2022            | ISBN 978-4-04-074464-3        |
| 3                             | 9 de septiembre de 2022       | ISBN 978-4-04-074671-5        |
| 4                             | 7 de abril de 2023            | ISBN 978-4-04-074938-9        |
| 5                             | 6 de octubre de 2023          | ISBN 978-4-04-075171-9        |
| 6                             | 9 de mayo de 2024             | ISBN 978-4-04-075441-3        |
| 7                             | 9 de octubre de 2024          | ISBN 978-4-04-075645-5        |

### Anime
El 4 de febrero de 2025 se anunció una adaptación televisiva en formato de anime. La serie está producida por Feel y dirigida por Sayaka Yamai, con guiones escritos por Yuniko Ayana, diseños de personajes a cargo de Takuya Tani y música compuesta por Tomoki Kikuya. Está previsto su estreno en octubre de 2025 en Tokyo MX y otras cadenas. El tema de apertura, "Seishun no Silhouette", es interpretado por HΔG, mientras que el tema de cierre, "Senkō Hanabi", es interpretado por HΔG y Minami Tanaka.